# Habitatge al carrer Fossar, 29 (Rupit)
L'Habitatge al carrer Fossar, 29 és una casa de Rupit i Pruit (Osona) inclosa a l'Inventari del Patrimoni Arquitectònic de Catalunya.

## Descripció
Casa assentada sobre el desnivell del terreny i la part de tramuntana s'adossa a les baumes del penyal que aguanta el castell. És orientada a ponent. El portal és rectangular. Al segon pis hi ha obertures construïdes en totxo. A la banda de migdia s'hi obre una finestra amb espiera, a nivell del primer pis. Els ampits de les finestres d'aquest sector són motllurats. És construïda en pedra, morter de calç i totxo. A la part esquerra de la porta, sota el cingle, hi ha un recinte fet per un mur de pedra i sense cobrir.

## Història
La importància d'aquest carrer rau sobretot en la bellesa arquitectònica dels edificis que la integren, tots ells construïts als segle XVII-XVIII i que han estat restaurats amb molta fidelitat. L'establiment de cavallers al Castell de Rupit als segles XII-XIII donà un caire aristocràtic a la vila. Al segle xiv la demografia baixà considerablement, no obstant en el fogatge del segle xvi s'observa un cert creixement i al segle xvii comença a ésser un nucli important de població, ja que durant la guerra dels Segadors (1654) s'hi establiren molt francesos.